# Oligosita pallida
Oligosita pallida is een vliesvleugelig insect uit de familie Trichogrammatidae. De wetenschappelijke naam is voor het eerst geldig gepubliceerd in 1919 door Kryger.